# Tollhaus (Band)
Tollhaus ist eine deutsche Coverband überwiegend für Schlager und Volkstümliche Musik. Sie entstammt dem Bayerischen Regierungsbezirk Oberfranken.

## Geschichte
Vorläufer der Gruppe waren ab Ende der 1980er Jahre aktiv, 2005 wurde der Name Tollhaus angenommen. Haupteinsatzorte der Gruppe sind Volksfeste, Fasching und Oktoberfest-Events. Neben Schlager und Stimmungsliedern werden auch englischsprachige Popsongs gecovert.
2013 veröffentlichten sie das Livealbum Party, Wegdichdn, Roggnroohl, das heute unter dem Namen Party & Wegdichdn erhältlich ist.
Am 6. Juni 2014 wurde die erste Tollhaus-Single Tollhäuser Nächte zum Download veröffentlicht. Der Titel ist eine umgetextete Version von Kreuzberger Nächte der Gebrüder Blattschuss. Im September 2014 wurde der Titel Scheunenparty zusammen mit dem befreundeten Bauer-sucht-Frau-Teilnehmer Bauer Sebastian veröffentlicht. Autoren waren das Produzentenduo Xtreme Sound.
Die Single Auf der Fahrt nach Frankfurt hin von 2015 basiert auf dem Volkslied Auf der Festung Königstein. Eine im Januar 2017 veröffentlichte Polonaise-Edition des Liedes erreichte Platz 44 in den nationalen DJ TOP 100 des BVD.

## Diskografie

### Livealben
- 2013: Party, Wegdichdn, Roggnroohl (Eigenvertrieb)

### Singles
- 2014: Tollhäuser Nächte, Fiwer
- 2014: Scheunenparty (mit Bauer Sebastian), Xtreme Sound
- 2015: Auf der Fahrt nach Frankfurt hin,  Xtreme Sound
- 2017: Auf der Fahrt nach Frankfurt hin (Polonaise Edition), Xtreme Sound